# Txalaparta
A txalaparta é um instrumento de percussão tradicional do País Basco. Geralmente consta de dois suportes (cestos, cadeiras, banquetas, etc) sobre os que se põe algum material isolante (folhas de milho, sacos velhos, erva seca, etc) e sobre tudo isto, uma tábua que é golpeada com quatro paus (dois para cada txalapartari).
As madeiras mais utilizadas para a sua construção são as de Amieiro, Freixo, Castanea sativa e outras da região. Ainda que tradicionalmente cada txalaparta adotava ter duas ou três tábuas de madeira, hoje em dia é habitual encontrar txalapartas formadas por uma dúzia de tábuas.

## Origem

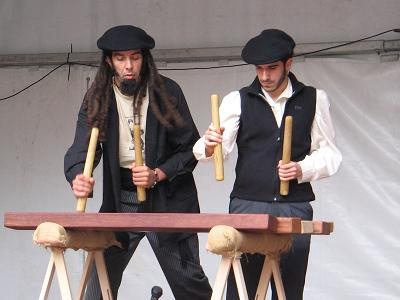
Dois txalapartaris numa atuação.

Este instrumento de percussão tradicional utilizava-se em uma pequena zona do País Basco, concretamente nos Caseríos e arredores da conca (bacia) do Rio Urumea: Lasarte-Oria, Usurbil, Hernari, Ereñotzu, Urnieta, Astigarraga, Ergobia e Andoain. O seu emprego estava intimamente ligada aos labores de fabricação da sidra. Após triturar a maçã, celebrava-se uma ceia e a festa podia-se prolongar até altas horas da manhã.
Uma vez terminada a ceia, ao ouvir o instrumento, as pessoas dos arredores iam-se animando e se aproximava ao local. O emprego da txalaparta sempre esteve ligado ao meio rural, mas também se empregava em outro tipo de celebrações como as bodas, bem o mesmo dia ou dias antes do festejo. A txalaparta era sinônimo de música festiva e também se usava em jogos rítmicos de improvisação.

## Toques da txalaparta

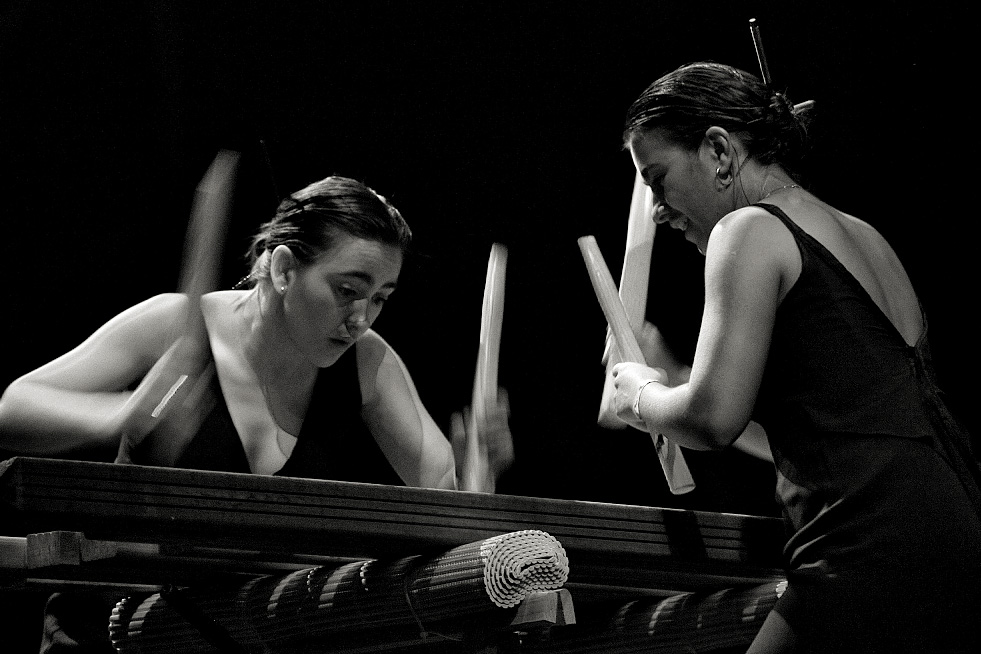
Ttukunak (Maika e Sara Gomez) tocando a Txalaparta no Moers Festival em 2008.

Existem diversos toques que tem evolucionado a outros mais modernos.
- Tradizonala (tradicional)
- Laukitua (toque moderno)
- Hirukoa (de três)
- Papua (em homenagem à tribo Papua-africana)
- Bostekoa (de cinco)
- Bassa (Valsa)
- Ezpata Dantza (dança das espadas)